# ミア・イム
ミア・イム（Mia Yim、1989年4月16日 - ）は、アメリカ合衆国の女子プロレスラー。
本名、ステファニー・リー（Stephanie Hym Lee）。カリフォルニア州フォンタナ出身。

## 経歴
アフリカ系アメリカ人の父親と韓国人の母親の間に生まれる。
2009年8月22日、JAPWでデビュー。
11月14日、アニー・ソーシャルに敗戦。以来ライバル関係となる。
2010年6月15日、TNAのダーク・マッチに出場。
7月17日、NWA DAWG Poundにて坂井澄江と対戦も敗れる。
2011年3月27日、SHIMMER39にてジャミラと組んでデイジー・ヘイズ&中川ともか組と対戦。中川のフィッシャーマンズスープレックスに屈する。
その後、REINA女子プロレスにて初来日。5月28日のREINA3東部フレンドホール大会で上林愛貴と組み、豊田真奈美&ヘイリー・ヘイトレッド組と対戦するが、豊田のサイクロンスープレックスを上林が受け敗戦。
7月18日、REINA8板橋グリーンホール大会で松本浩代と対戦。来日初のシングルであったがバックドロップ2発に沈む。
8月14日、REINA9東部フレンドホール大会でCMLL-REINAインターナショナルジュニア初代王座決定トーナメントに参戦。1回戦で沙耶に勝利。
8月20日、REINA10ラジアントホール大会でトーナメント準決勝としてRayと対戦。しかしスカイツイスターに屈して敗退。
8月27日、REINA11新木場1stRING大会にてトライアウト最終選考試合としてルーシャス・ラターシャと対戦し、勝利してREINA入団決定となった。
9月23日のREINA14東部フレンドホール大会にてサラ・デル・レイと組んでREINA世界タッグ王座決定トーナメントに出場も1回戦敗退。
9月25日、REINA16大阪ミナミ ムーブ・オン アリーナ大会で上林が持つTLW女子インターナショナル王座に挑戦するが、奪取失敗。
10月1日、SHIMMER41にて華名と対戦するが、スリーパーでタップアウト。翌日のSHIMMER43でも桜花由美にタイガースープレックスで敗れる。
2012年5月13日、REINA後楽園ホール大会に参戦するも直後にREINA解散。上林愛貴、石橋葵、K-DOJOの梶トマト、ヒロ・トウナイと「世界プロレス協会」を結成。REINA×WORLD、K-DOJOを主戦場として転戦する。
10月19日、REINA×WORLDと契約し、年内は日本で活動する。
11月11日、REINAアリーナ大会でアマポラが持つCMLL-REINAインターナショナル王座に挑戦するが、奪取ならず。
2013年1月のREINA興行を以って一時帰国。
9月20日、REINAに再来日。今回は1試合のみの来日となった。
10月のSHIMMERで志田光とシングル。
2015年4月、TNAに参戦。ジェイド（Jade）のリングネームで活動。
WWE主催の「メイ・ヤング・クラシック」2017年第1回大会、および2018年の第2回大会に連続出場。2018年10月にWWEと契約し、NXTでデビューした。

## 得意技

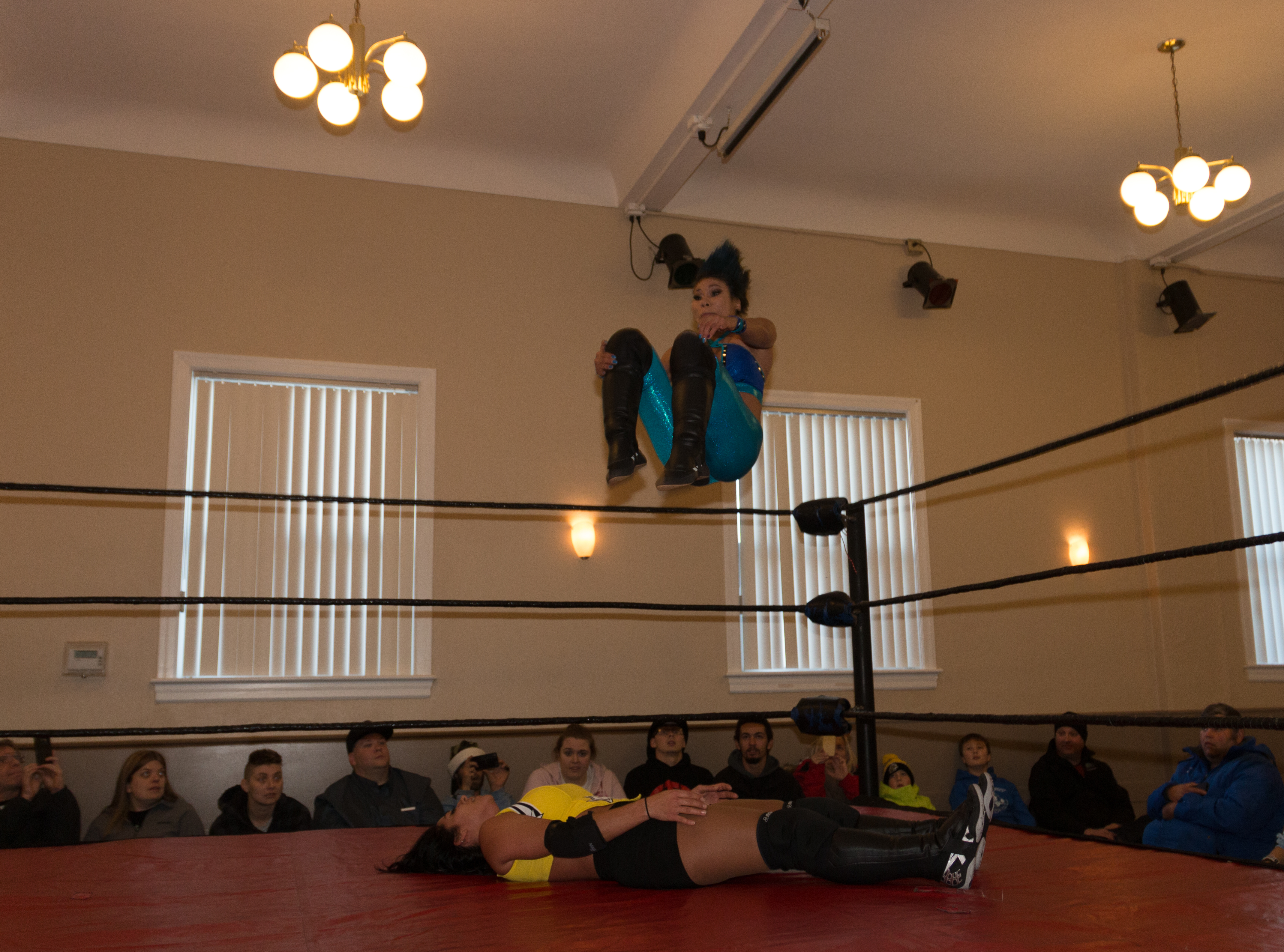
450°スプラッシュ

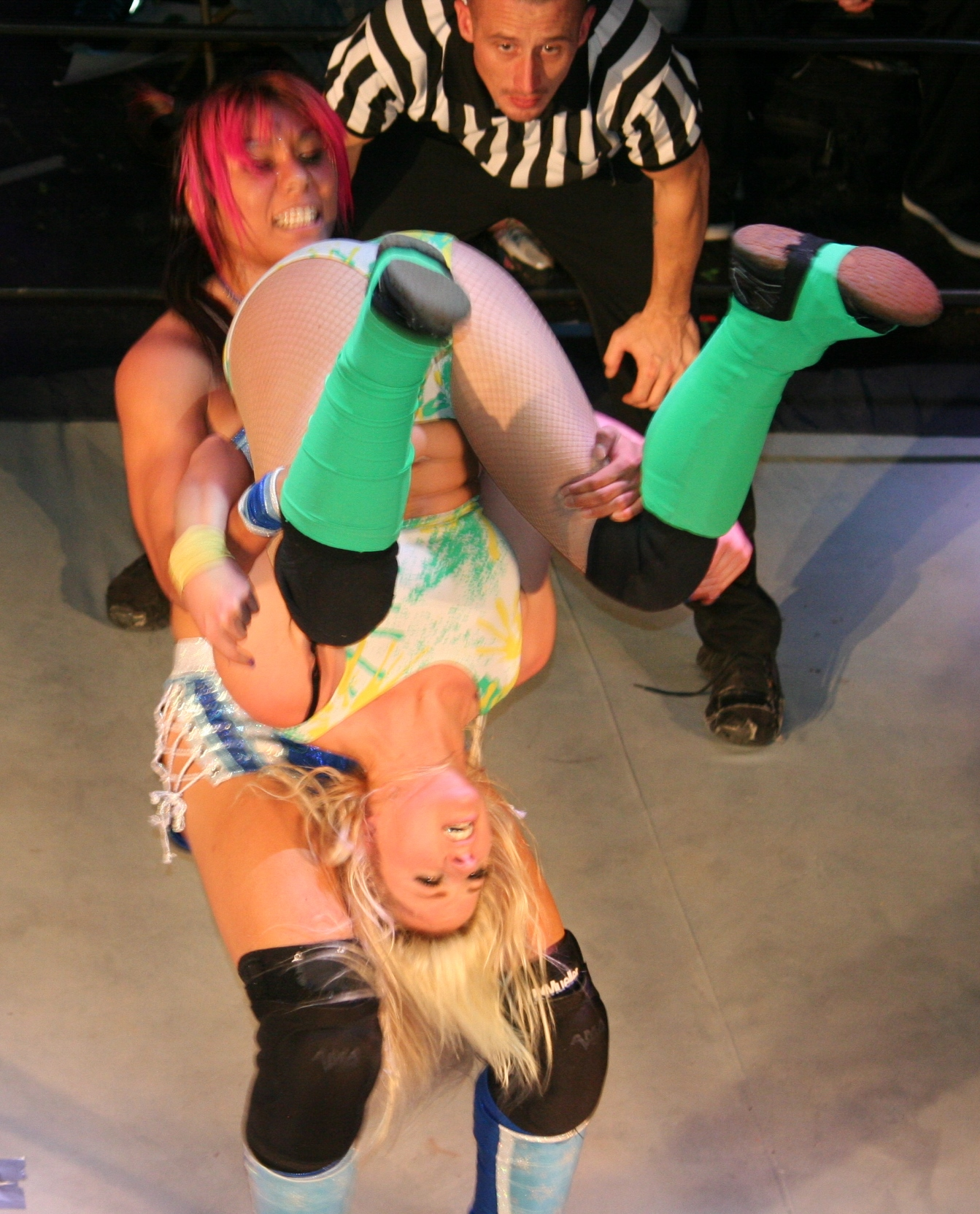
パッケージ・パイルドライバー

プロテクト・ヤ・ネック
片腕シングルニーフェイスブレーカー。2019年頃から使用。
相手の左サイドに移動して相手の顔面から首側に自身の右片膝を固定して相手の左腕を掴み背中からマットに倒れ込む勢いで相手の顔面から首に右膝でダメージを与える技。又、相手が前屈みになった状態で自身は左サイドに移動して相手の左腕を掴み、自身の右膝を突き出すように折り畳んだ右膝を相手の顔面から首に固定してそのあと背中からマットに倒れ込む勢いで相手の体を仰向けにひっくり返し、マットに着地した衝撃で相手の顔面から首にダメージを与える技。2種類を使用。
インヴァーデット・フェイスバスター
相手の顔面にブーツを押し当て、腕を取って後ろへと倒れこんで相手の顔面にダメージを与える技。
ドロップキック
パッケージ・パイルドライバー
スカイ・イム
コークスクリュー・ムーンサルト・プレス
450°スプラッシュ

## 獲得タイトル
TNA
- インパクト・ノックアウト王座 ： 1回

DDTプロレスリング
- アイアンマンヘビーメタル級王座（第1116代）

シャイン・レスリング
- SHINE王座 ： 1回
- SHINEタッグ王座 ： 1回　（パートナーはレヴァ・ベイツ）

ビッグタイムレスリング
- BTW女子王座 ： 1回

タイダルチャンピオンシップレスリング
- TCW女子王座 ： 1回

サウスサイドレスリング
- クイーン・オブ・サウスサイド王座 ： 1回